# 敦煌研究院
敦煌研究院，位于中华人民共和国甘肃省敦煌市莫高窟北区与南区之间。负责世界文化遗产敦煌莫高窟、天水麦积山石窟、永靖炳灵寺石窟，全国重点文物保护单位瓜州榆林窟、敦煌西千佛洞、庆阳北石窟寺管理的综合性研究型事业单位，也是中国负责研究、保护、管理、宣传和开发世界文化遗产敦煌莫高窟的科研文教机构。中国国家古代壁画和土遗址保护工程技术研究中心的依托单位。

## 历史
1944年2月1日，成立国立敦煌艺术研究所，其前身為常書鴻、徐悲鴻、梁思成等人籌劃並於1944年獲得中華民國教育部批准建立的國立敦煌藝術研究所， 直属国民政府教育部，设考古组、总务组。1945年6月，撤销国立敦煌艺术研究所。1946年5月恢复，改隶中央研究院，1948年重属教育部。
1950年8月，敦煌艺术研究所改名为敦煌文物研究所，直属中华人民共和国文化部文物局，设美术、保管、资料、行政等组。1959年，改属甘肃省文化局。1966年，所内设有两部一室：研究部、保管部和办公室。1979年10月，所内设办公室、文物保管室、考古研究室、美术室、资料室、接待室。第二年，成立敦煌遗书研究室。
1984年8月，敦煌文物研究所扩建为敦煌研究院，院内设保护研究所、考古研究所、美术研究所、敦煌遗书研究所、乐舞研究室、资料中心、接待部、摄录部、编辑部、办公室等十部门，成立学术委员会。1986年，成立的榆林窟文物保管所，由敦煌研究院代管。1994年8月，成立敦煌石窟文物保护研究陈列中心。1994年12月，敦煌遗书研究所更名为敦煌文献研究所。
2017年，敦煌研究院被中国博物馆协会评为第三批国家一级博物馆。

## 历任院长
- 1944年2月，常书鸿任国立敦煌艺术研究所所长。
- 1950年8月，常书鸿任敦煌文物研究所所长。
- 1982年，段文杰任敦煌文物研究所所长，常书鸿任名誉所长。
- 1984年8月，敦煌文物研究所升格为敦煌研究院。段文杰续任敦煌研究院院长，常书鸿任名誉院长。
- 1998年4月，樊锦诗任敦煌研究院院长，段文杰任名誉院长。
- 2015年1月，王旭东任敦煌研究院院长，樊锦诗任名誉院长[1][3]。2019年4月，王旭东前往故宫博物院担任院长[4]。
- 2019年5月，赵声良任敦煌研究院院长，樊锦诗任名誉院长。

## 文物修复
敦煌研究院历时十四年，修复西藏三大重点文物布达拉宫、萨迦寺、罗布林卡壁画保护修复工程，以及阿里古格遗址和日喀则夏鲁寺壁画保护修复项目，累计达到8800余平米。

## 展览活动
2024年，敦煌研究院在上海美术馆举行《何以敦煌》艺术大展。

## 图片

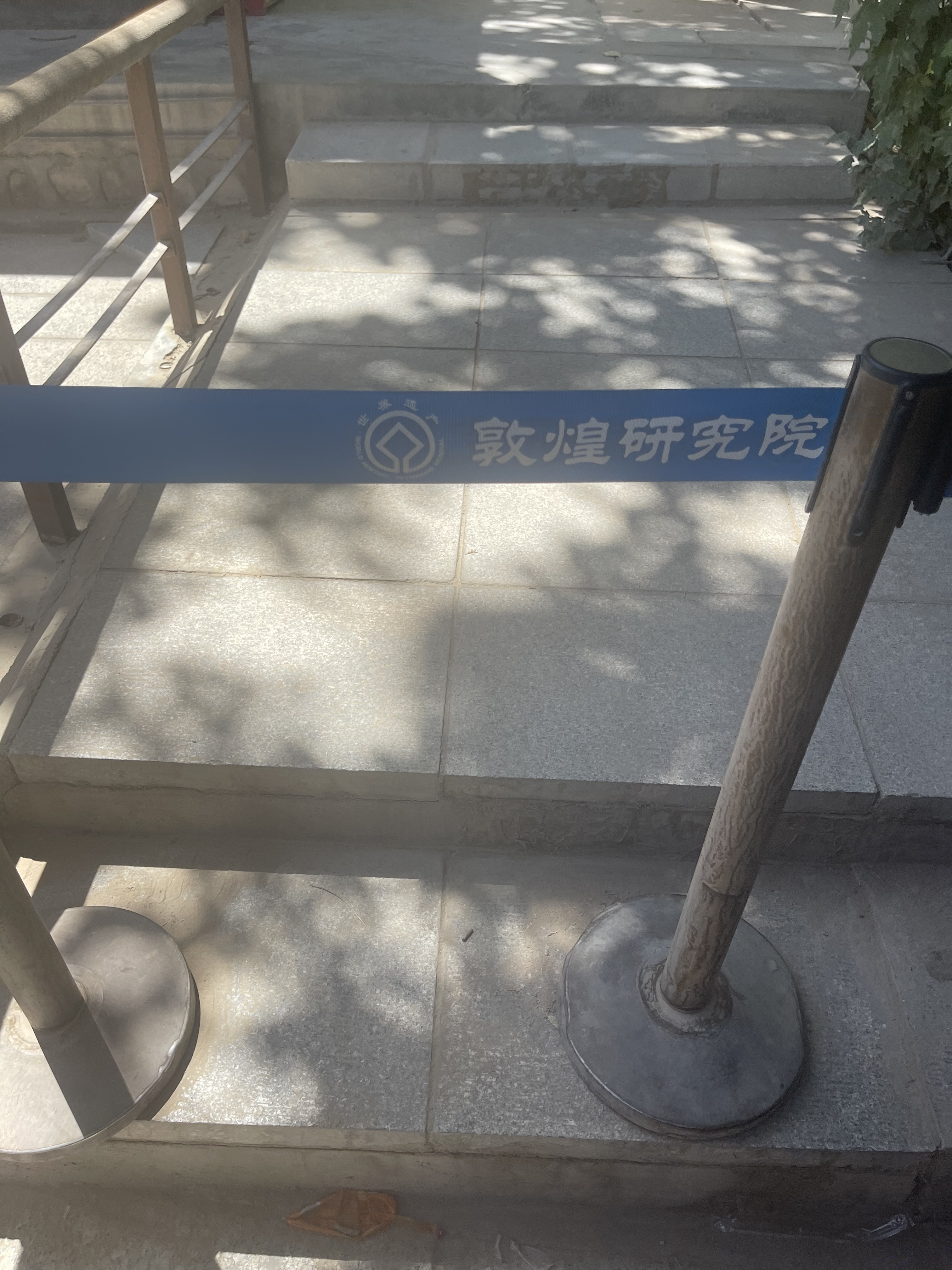
敦煌研究院标识
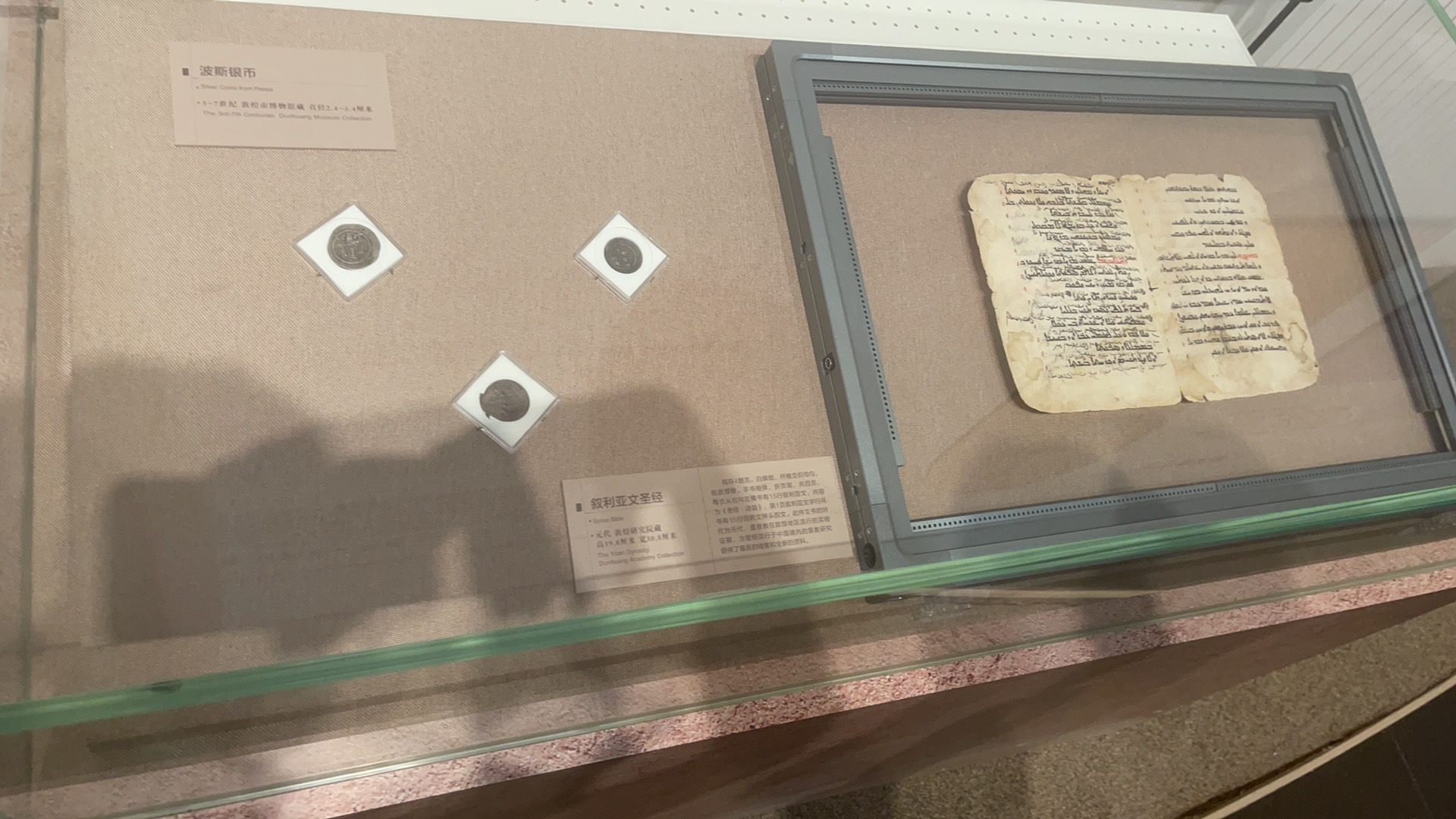
敦煌研究院藏圣经
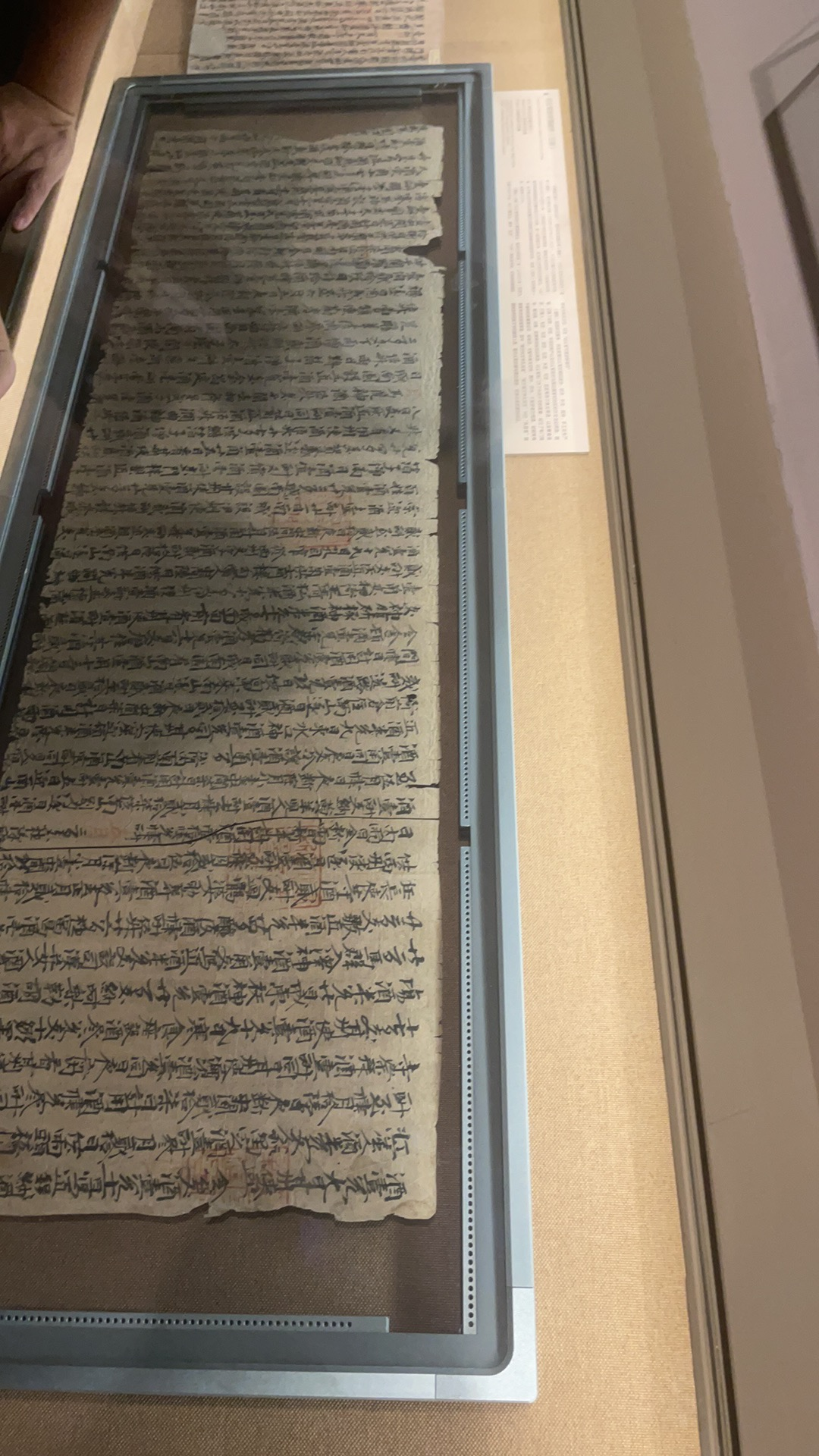
敦煌研究院藏归义军衙府酒破历
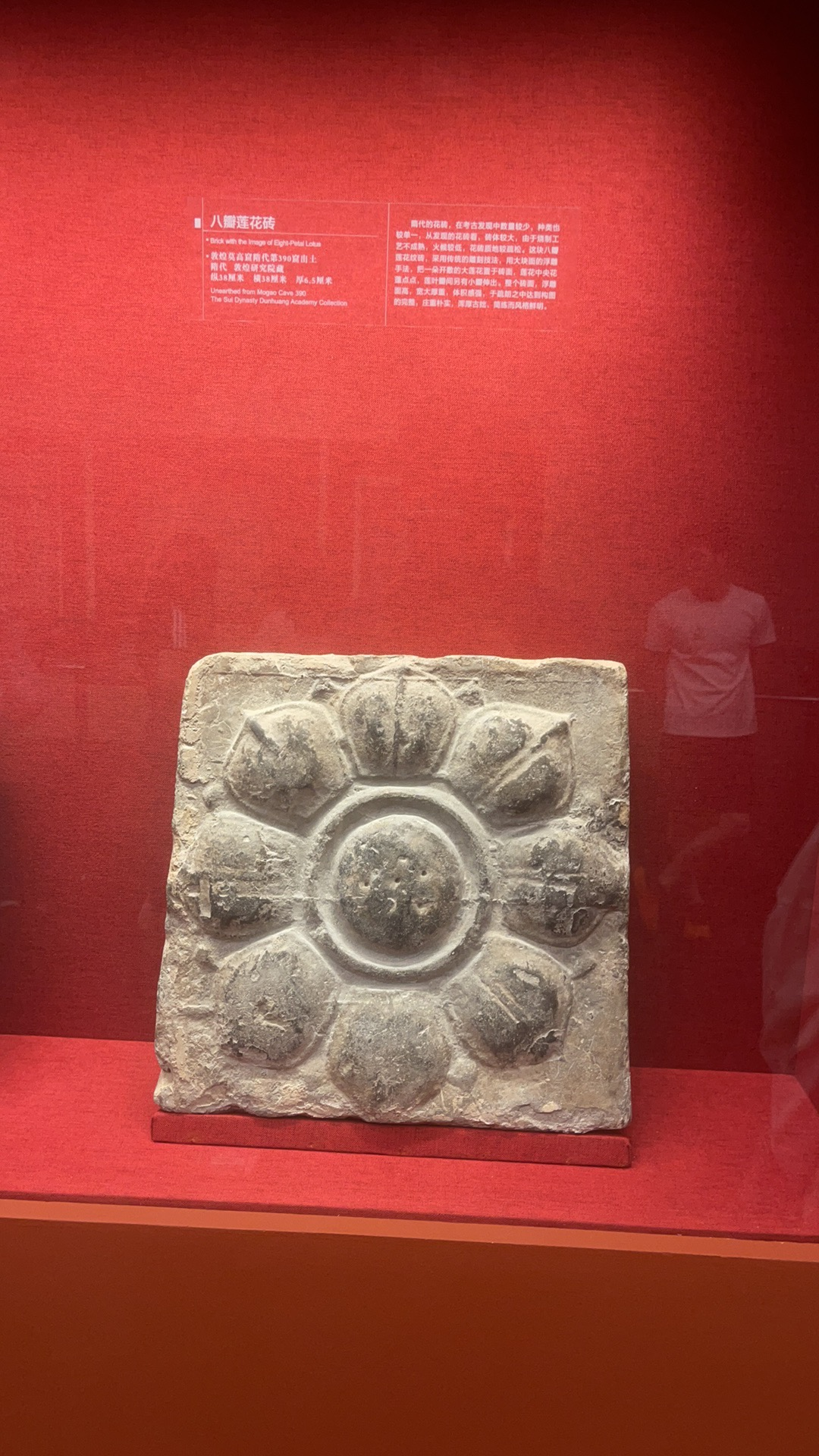
敦煌研究院藏莲花砖
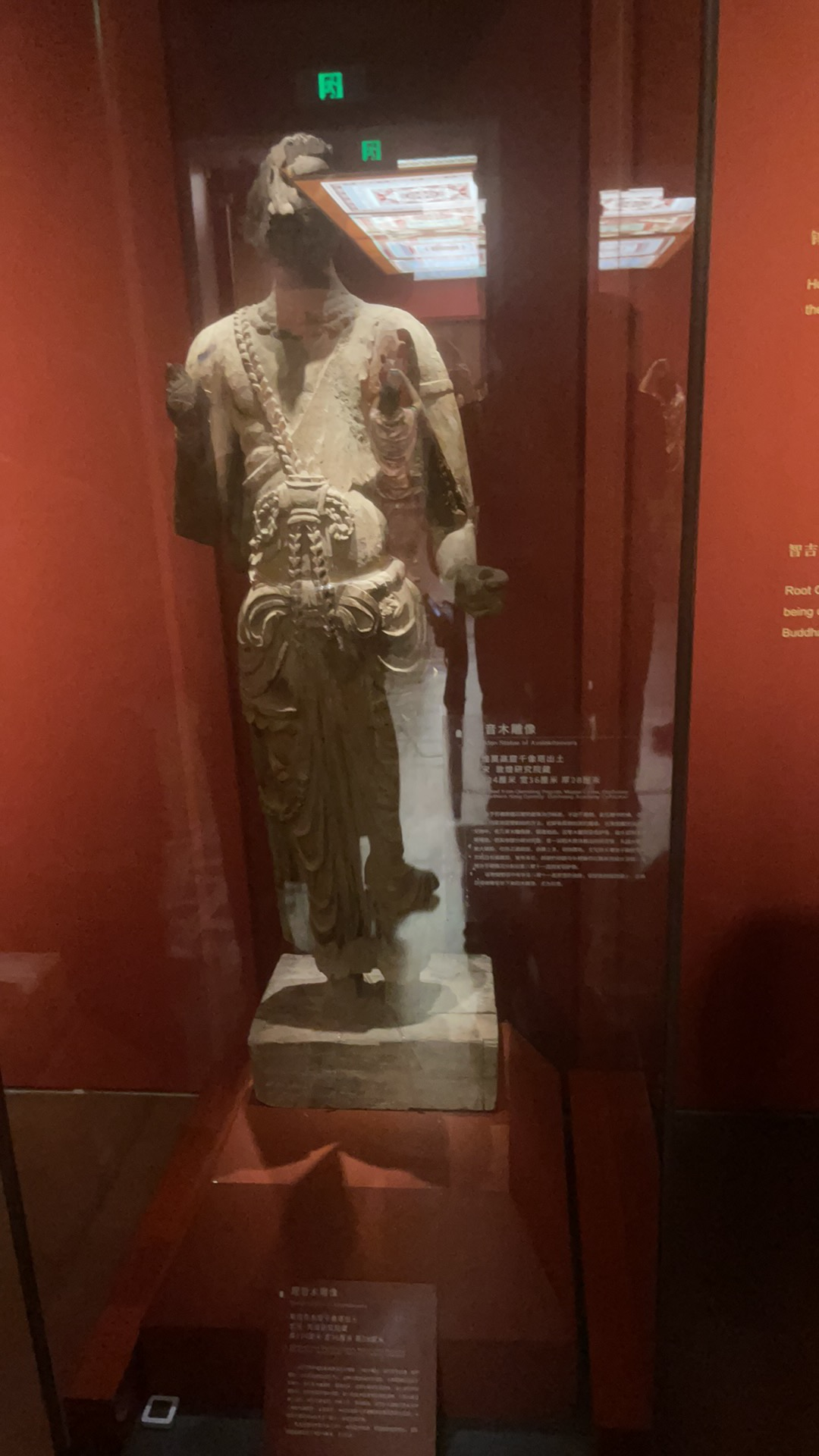
敦煌研究院菩萨木雕像